# Deception Peak
Der Deception Peak ist ein 2233 m hoher Berg mit einer Schartenhöhe von 119 m in der kanadischen Provinz British Columbia.

## Geographie
Der Deception Peak liegt im Garibaldi Provincial Park am Südostufer des Garibaldi Lake und ist Teil der Garibaldi Ranges in den Coast Mountains. Er iegt 72 km nördlich von Vancouver, 1,51 km westlich von The Sphinx und 1,28 km südöstlich des Guard Mountain. Der nächsthöhere Berg ist der Castle Towers Mountain. Die Abflüsse der Niederschläge vom Berg fließen in den Garibaldi Lake. Das Relief ist so gestaltet, dass der Gipfel 750 m über den zwei Kilometer entfernten See aufragt. 
| Guard Mountain | Gentian Peak  | Mount Carr |
| The Table      |               | The Sphinx |
|                | Glacier Pikes | Pitt River |

## Geschichte
Der Berg wurde erstmals 1922 von Neal Carter und Charles Townsend bestiegen. Das Toponym des Berges wurde am 2. September 1930 vom Geographical Names Board of Canada offiziell anerkannt.

## Klima
In Bezug auf die Klimaklassifikation nach Köppen und Geiger herrscht am Deception Peak ein Westseiten-Seeklima. Die meisten Wetterfronten stammen vom Pazifik und bewegen sich ostwärts auf die Coast Mountains zu, wo sie durch die Berge zum  Aufsteigen (Windstau) gezwungen werden, was wiederum dazu führt, dass die enthaltene Feuchtigkeit in Form von Regen oder Schnee abgegeben wird. Im Ergebnis führt das zu hohen Niederschlägen in den Coast Mountains, insbesondere zu starken Schneefällen im Winter. Die Temperaturen können unter −20 °C fallen, unter Berücksichtigung von Windchill-Einfluss unter −30 °C. Dieses Klima nährt den Sphinx Glacier am Nordosthang des Berges, den Sentinel Glacier im Süden und den Phoenix Glacier im Südosten.

## Galerie

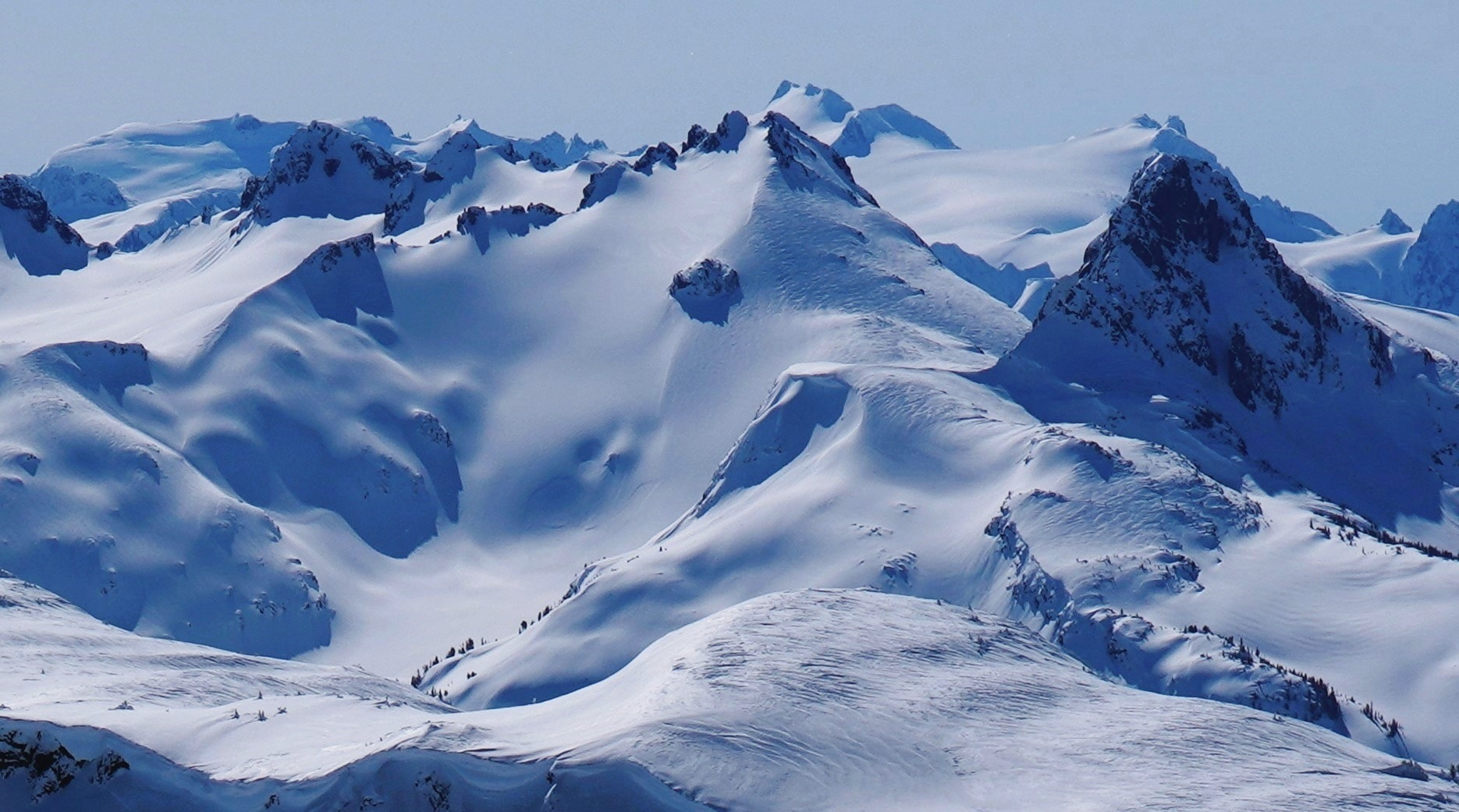
Deception Peak (Mitte), Nordwestansicht
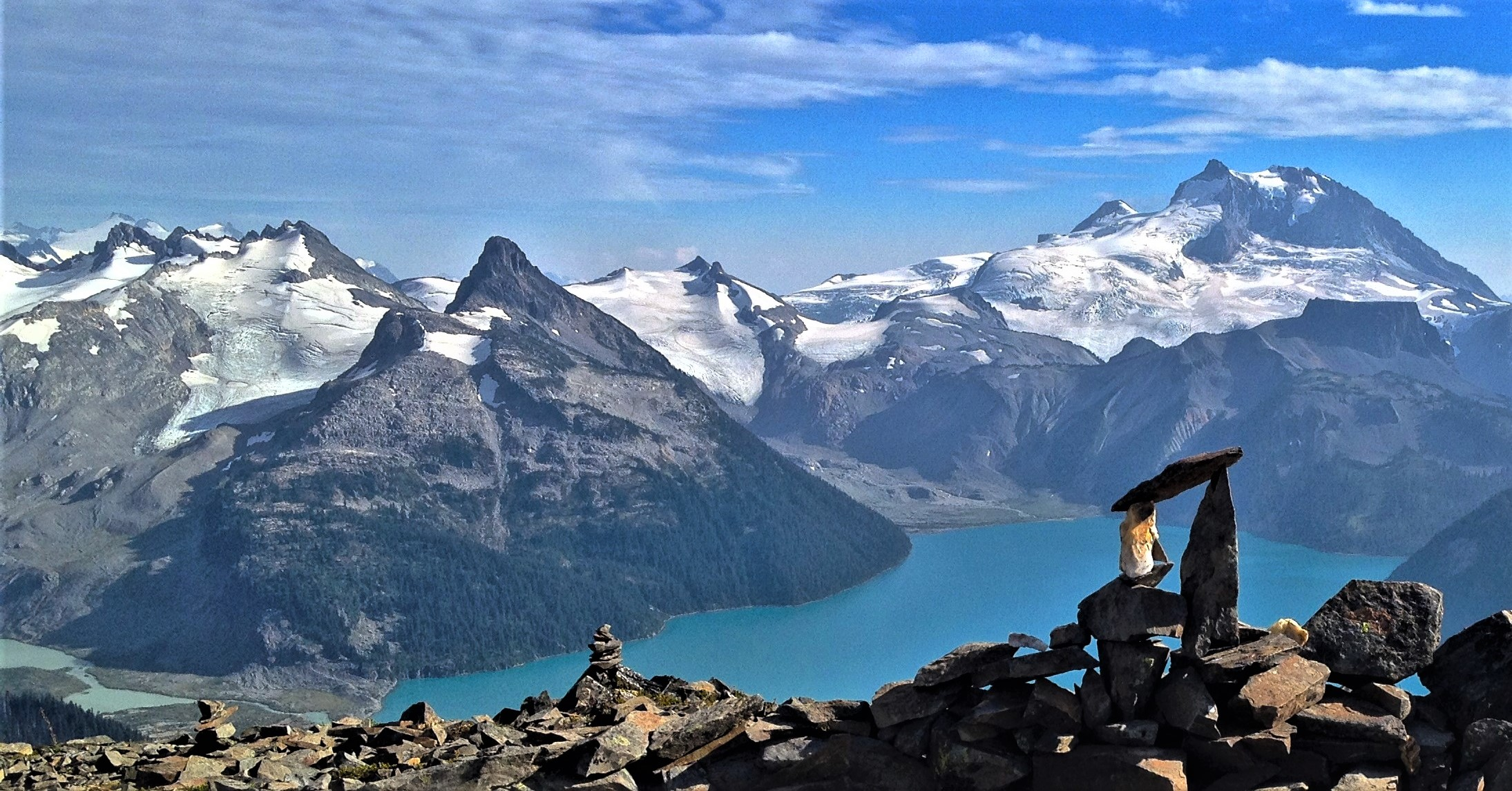
Deception Peak (links), Guard Mountain und Mount Garibaldi (rechts) von der Panorama Ridge aus
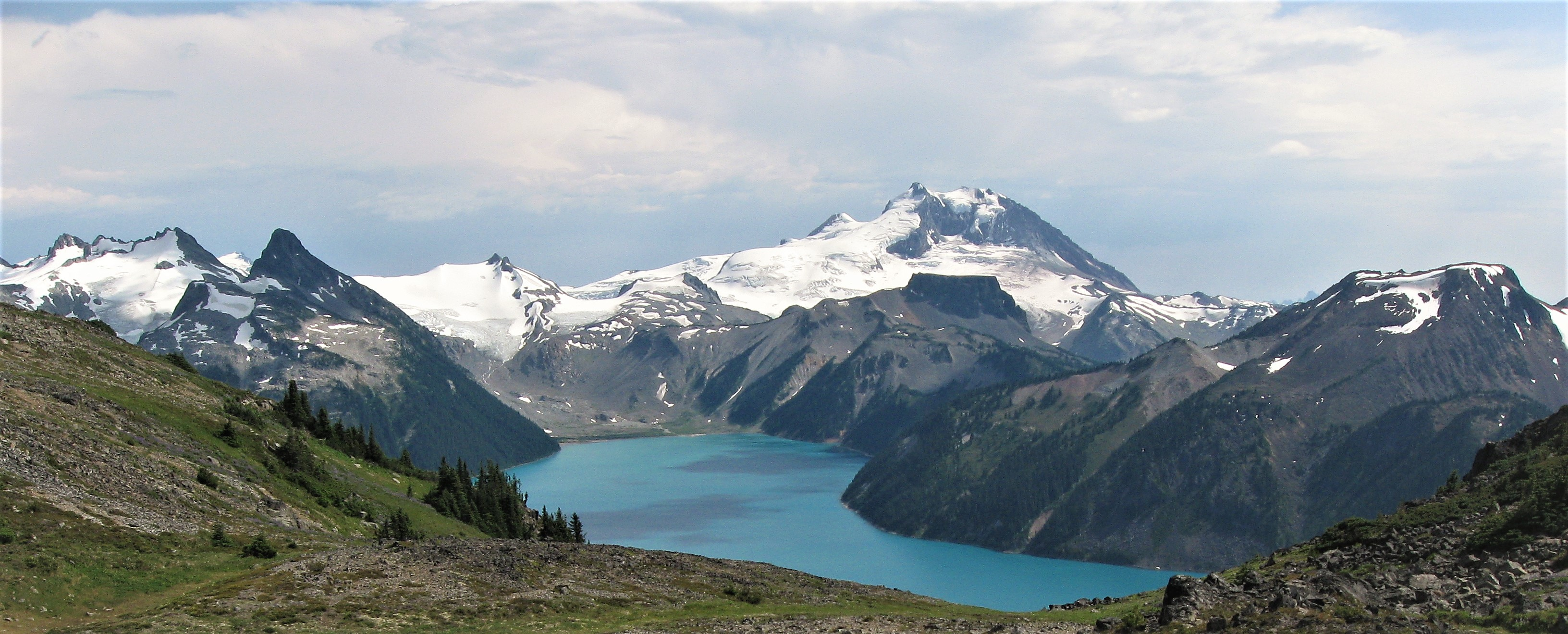
Deception Peak (links), Guard Mountain, Glacier Pikes, The Table, Mt. Garibaldi und Mount Price (rechts) von der Panorama Ridge aus
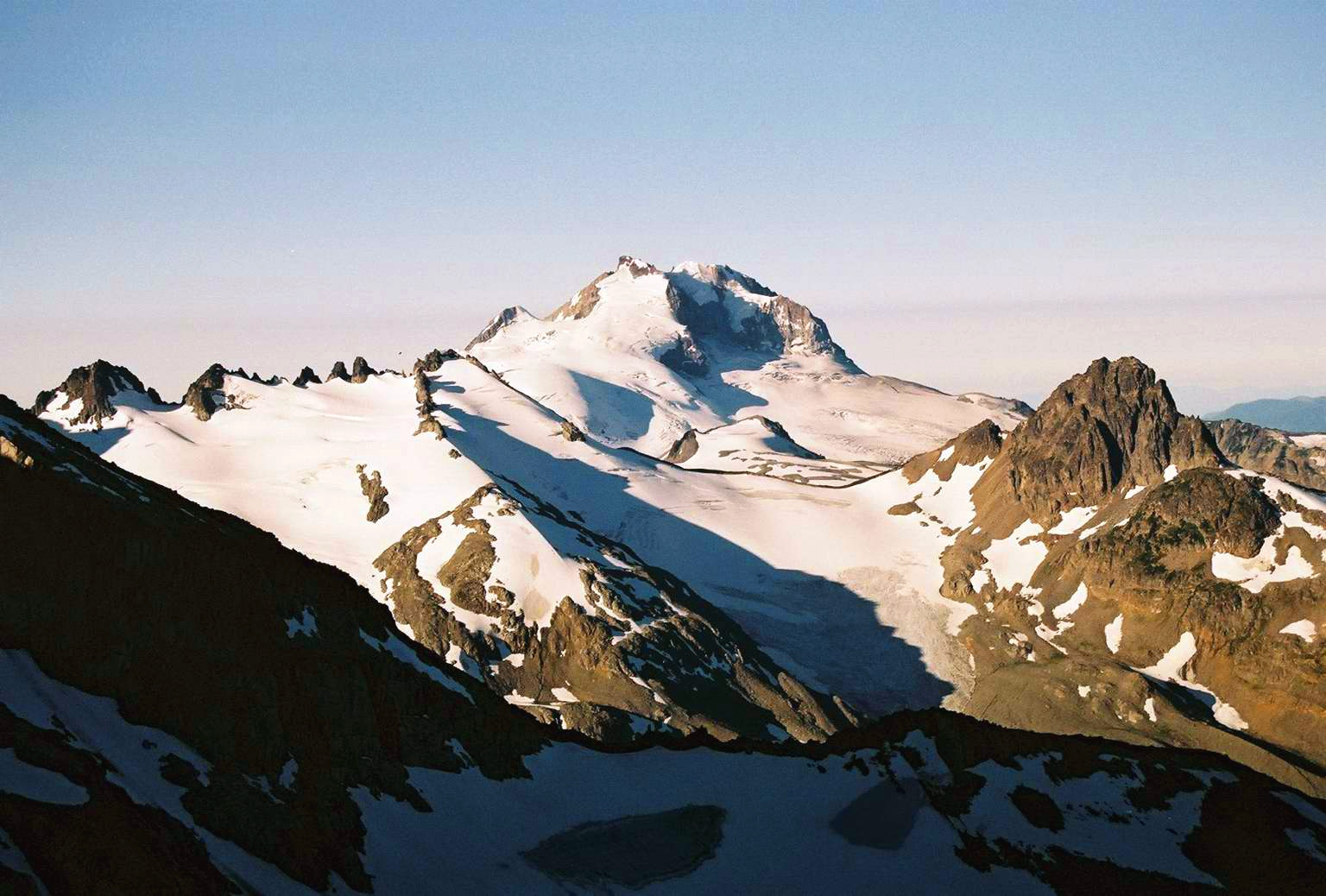
Deception Peak (links), Mt. Garibaldi (Mitte), Guard Mountain (rechts)
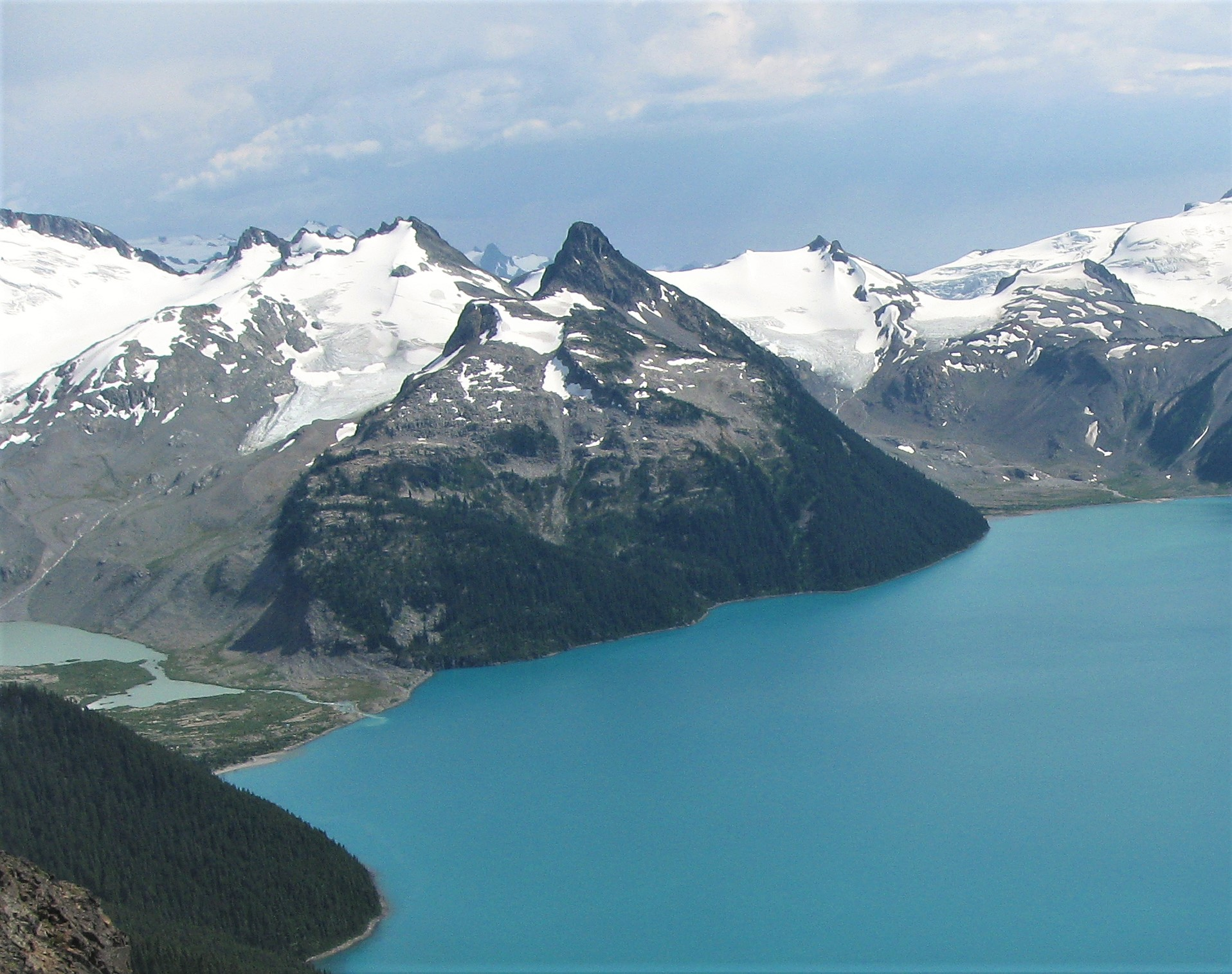
Guard Mountain (Mitte) mit dem Deception Peak unmittelbar links